# Parihuzovce
Parihuzovce (ungarisch Juhos – bis 1907 Parihuzóc, russinisch Паризiвцi/Parisiwzi) ist eine Gemeinde im Okres Snina (Prešovský kraj) im äußersten Osten der Slowakei mit 27 Einwohnern (Stand 31. Dezember 2024) in der traditionellen Landschaft Zemplín.

## Geographie

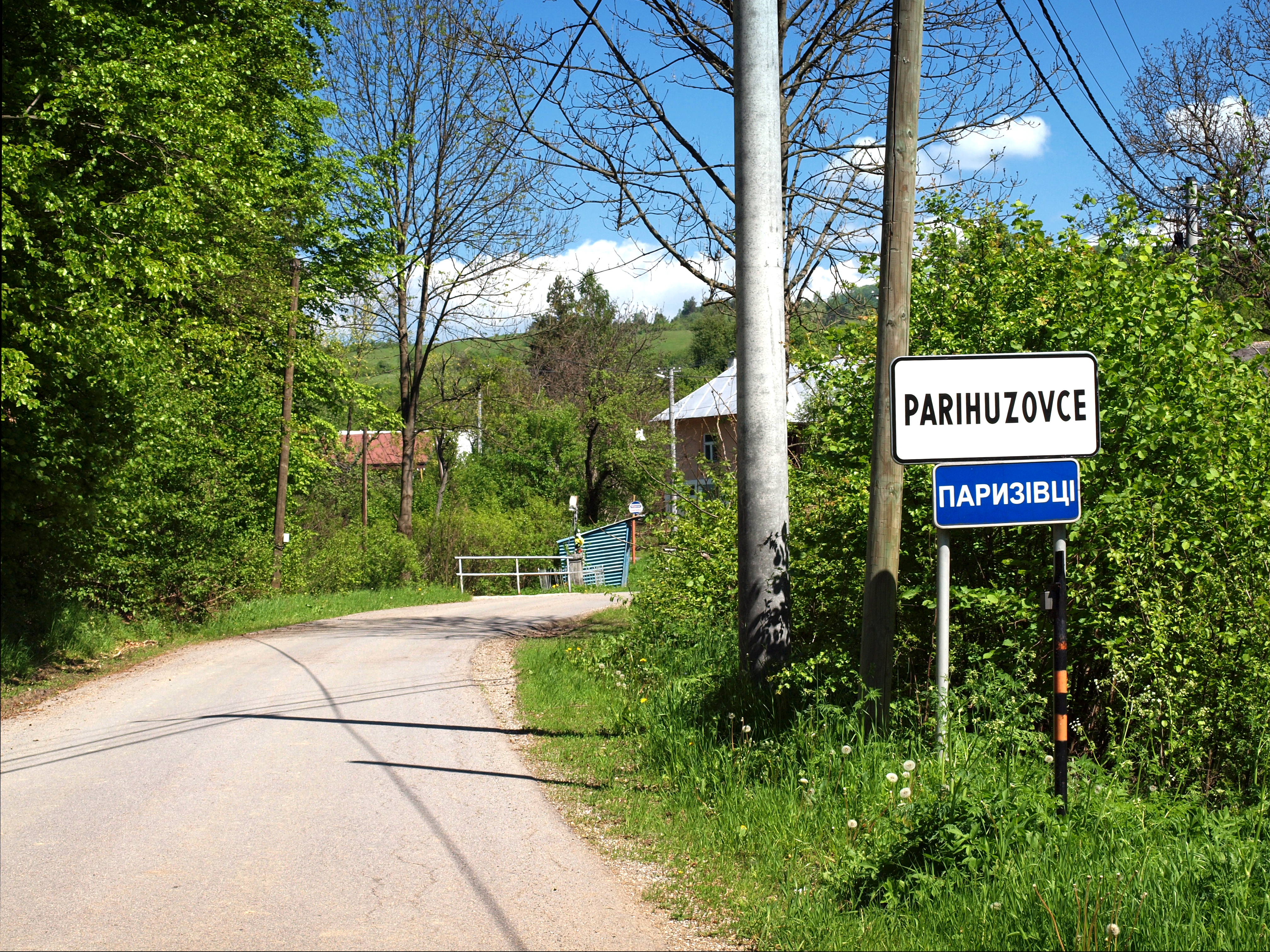
Ortseingang

Die Gemeinde befindet sich im Westteil des Gebirges Bukovské vrchy im Quellbereich des Flüsschens Pčolinka, nahe der Staatsgrenze Slowakei-Polen. Das Ortszentrum liegt auf einer Höhe von 445 m n.m. und ist 16 Kilometer von Snina entfernt.
Nachbargemeinden sind Hostovice im Norden, Stakčín im Osten, Pčoliné im Süden und Čukalovce im Westen.

## Geschichte

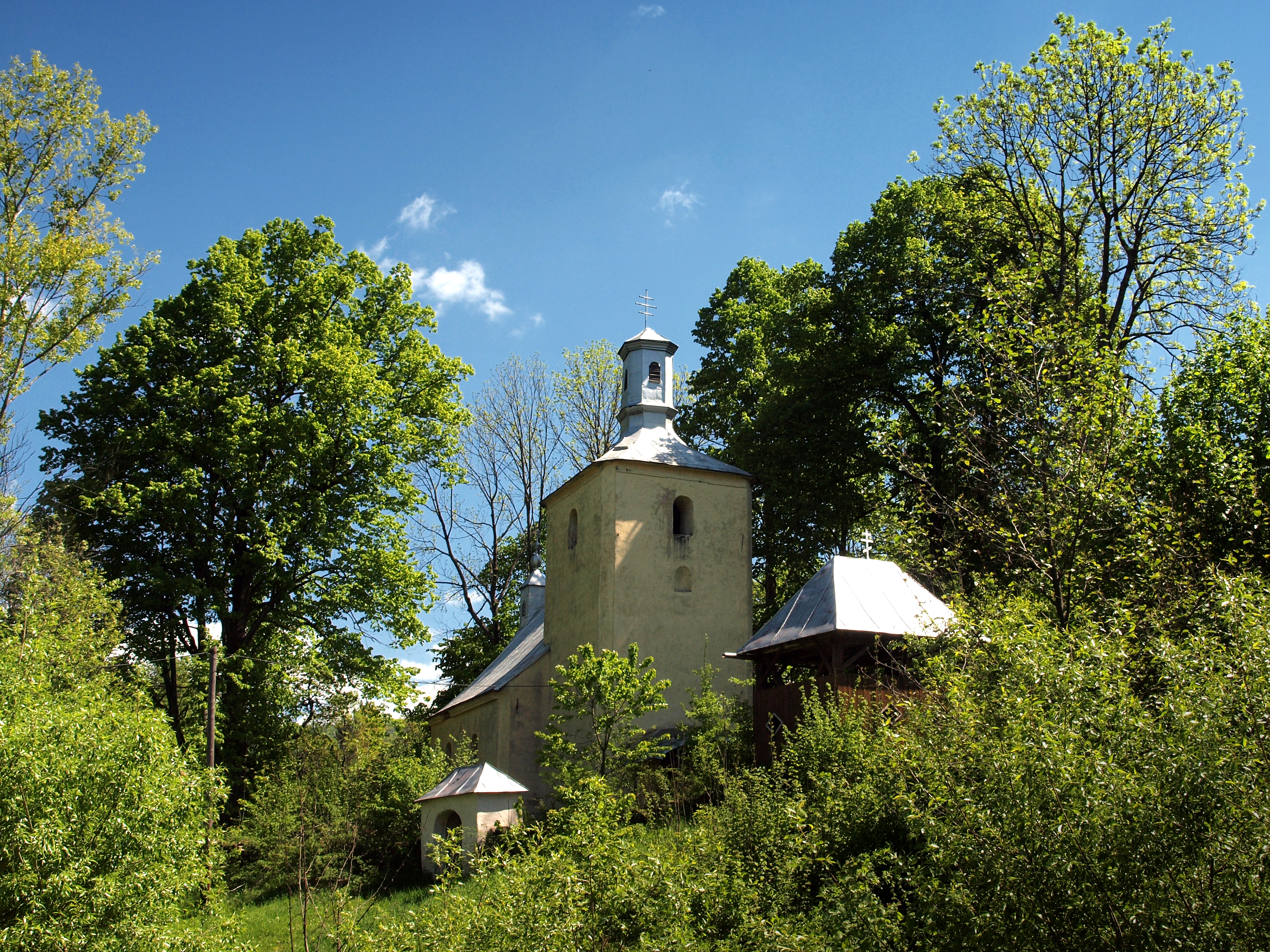
Kirche

Parihuzovce wurde zum ersten Mal 1567 als Parihuzoc schriftlich erwähnt und gehörte zum Herrschaftsgut von Humenné, ab dem 17. Jahrhundert war es Besitz der Familien Szirmay und im 19. Jahrhundert der Familie Mednyánszky. 1787 hatte die Ortschaft 38 Häuser und 233 Einwohner, 1828 zählte man 45 Häuser und 344 Einwohner, die als Hirten, Holzfäller und Landwirte beschäftigt waren. Zwischen 1880 und 1900 wanderten viele Einwohner aus.
Bis 1918 gehörte der im Komitat Semplin liegende Ort zum Königreich Ungarn und kam danach zur Tschechoslowakei beziehungsweise heute Slowakei.

## Bevölkerung
| Jahr                | 1994 | 2004     | 2014  | 2024  |
| ------------------- | ---- | -------- | ----- | ----- |
| Anzahl der Personen | 41   | 25       | 30    | 27    |
| Unterschied         |      | −39,02 % | +20 % | −10 % |

| Jahr                | 2023 | 2024 |
| ------------------- | ---- | ---- |
| Anzahl der Personen | 27   | 27   |
| Unterschied         |      | +0 % |

Nach der Volkszählung 2011 wohnten in Parihuzovce 33 Einwohner, davon 23 Slowaken, sieben Russinen und ein Ukrainer. Zwei Einwohner machte keine Angabe zur Ethnie.
15 Einwohner bekannten sich zur orthodoxen Kirche, 10 Einwohner zur griechisch-katholischen Kirche, zwei Einwohner zur römisch-katholischen Kirche und ein Einwohner zur Evangelischen Kirche A. B. Ein Einwohner war konfessionslos und bei vier Einwohnern ist die Konfession nicht ermittelt.

## Bauwerke
- griechisch-katholische Kirche Mariä Geburt im gemischten barock-klassizistischen Stil aus dem Jahr 1801